# 錦織寺
錦織寺（きんしょくじ）是位在日本滋賀縣野洲市的寺院，真宗木邊派本山。山號「遍照山」。本尊阿彌陀如來、開基（創立者）為圓仁。 准門跡之一。

## 關連項目
- 淨土真宗

## 外部連結
- 錦織寺